# Taulliraju
Taulliraju (del Quechua Ancashino: tawlli = una planta lupina andina; rahu = nieve, hielo) es una montaña de la Cordillera Blanca en el Andes de Perú, de aproximadamente 5830 m s. n. m. (19,127 pies) de alto (otras fuentes citan 6,303 metros (20,679 ft) de elevación). Está localizado entre las provincias de Huaylas y Pomabamba en la región de Áncash.
El Taulliraju se encuentra dentro de parque nacional Huascarán, este del sur de Pucajirca (6039 m s. n. m.) y este de Rinrijirca (5810 m s. n. m.).

## Ascensiones históricas

### Primera Expedición
Francia: El 18 de agosto de 1956, la expedición francesa conformada por Pierre Souriac, Claude Gaudin, Maurice Davaille, Robert Sennelier y Lionel Terray escaló el Taulliraju por la cara norte y para llegar a la cumbre por la arista noreste.

## Aproximaciones

### Desde Pomabamba
Se puede conseguir acceder a esta montaña desde Pomabamba en el norte de Conchucos, al este de la Cordillera Blanca. Desde esta localidad, se sigue un sendero durante unas 3 a 4 horas hasta llegar a la cabecera de la Quebrada de Jancapampa. Aquí se encuentra el campo base para escalar el Taulliraju y los Pucajircas.